# كيث ويليام
كيث ويليام (بالإنجليزية: Keith Hale)‏ هو مغن مؤلف وملحن ومنتج أسطوانات بريطاني، ولد في 6 نوفمبر 1950.

## وصلات خارجية
- كيث ويليام على موقع ميوزك برينز (الإنجليزية)
- كيث ويليام على موقع ديسكوغز (الإنجليزية)